# 奧克里奇 (密蘇里州佩米斯科特縣)
奧克里奇（英語：Oak Ridge），又名道格拉斯（Douglas），是位於美國密蘇里州佩米斯科特縣的非建制地區。

## 歷史
奧克里奇的郵局（名為道格拉斯）於1904年設立，其後於1922年停運。

## 地理
奧克里奇所處的海拔為高於海平面78米（即256英呎），而該地所採用的時區為UTC-6，即北美中部時區（CST）。同時該地設有夏令時間，為UTC-6調快一小時，即UTC-5（CDT）。